# Mandala (Hörspielserie)
Mandala ist eine Hörspielserie, die auf dem Buch „Mandala, das weiße Känguruh“ von Marion Lammers beruht. Es handelt sich um eine Kinderhörspielserie (ab drei Jahren), von der insgesamt zehn Folgen produziert und 1989 von KID / Polyband veröffentlicht wurden.

## Die Handlung
Die Serie erzählt die Geschichte der Freundschaft zwischen dem jungen Danny und Mandala, dem weißen Känguruh. Mandala, in den Augen eines Erwachsenen lediglich ein Stofftier, kann sprechen und hat magische Kräfte. In Vollmondnächten wächst Mandala auf Überlebensgröße und reist mit Danny in ihrem Beutel an entfernte Orte und zu fantastischen Abenteuern.

## Folgen
1. Mandala, das weiße Känguruh
2. Weihnachten im Spukschloss
3. Beim Schneekönig
4. Die goldene Schlange
5. Die indische Göttin
6. Iwan, der Schreckliche
7. Im Zauberwald
8. Der goldene Samurai
9. Das Geheimnis des Inkatempels
10. Das ägyptische Rätsel

## Gastauftritte bekannter Sprecher
- Norman Matt (Amandis in Beim Schneekönig)
- Rosalinde Renn (Kabari, die indische Göttin in Die indische Göttin)
- Joachim Król (Sascha der Dompteur in Iwan, der Schreckliche)
- Horst Schroth (Der Zirkusdirektor in Iwan, der Schreckliche)
- Jürg Löw (Tom Tom in Der Zauberwald)
- Dirk Bach (Das Lama in Das Geheimnis des Inkatempels)
- Fritz Stavenhagen (Der Kondor in Das Geheimnis des Inkatempels)
- Thomas Hackenberg (Der Skarabäus in Das ägyptische Rätsel)
- Arno Görke (Antalon in Das ägyptische Rätsel)